# Zona preferencial de comércio
Uma zona preferencial de comércio, também conhecida como acordo de complementação econômica (ACE), é a primeira fase do processo de integração econômica e nesse sistema há o livre comércio de bens para alguns produtos.